# نیکولا ماراش
نیکولا ماراش (به انگلیسی: Nikola Maraš)، (سیریلیک صربی: Никола Мараш، تلفظ [nǐkola mǎraʃ]؛ زاده ۱۹ دسامبر ۱۹۹۵) بازیکن فوتبال حرفه‌ای اهل صربستان است که در پست مدافع بازی می‌کند. در حال حاضر به شکل قرضی از آلمریا برای رایو وایکانو اسپانیا به میدان می‌رود.

## عملکرد باشگاهی

### راد
در ۲۶ مه ۲۰۱۳، ماراش اولین بازی خود را در رده بزرگسالان برای راد انجام داد و در نیمه دوم به عنوان بازیکن تعویضی در برد خانگی ۳–۱ مقابل رادنیتشکی به میدان رفت. او اولین گل خود را برای این باشگاه در ۱۶ اوت ۲۰۱۴ به ثمر رساند و تیمش را به برد ۲–۱ مقابل بوراک چاچاک رساند. در طول فصل ۱۵–۲۰۱۴ از سوپرلیگای صربستان، ماراش خود را به عنوان عضو ثابت خط دفاعی در ترکیب اصلی معرفی کرد و ۹۰ دقیقه کامل در تمام ۲۳ بازی، به میدان رفت. متعاقباً به عنوان کاپیتان تیم انتخاب شد و در دو فصل بعدی (۱۶–۲۰۱۵ و ۱۷–۲۰۱۶) عضو ثابت ترکیب یازده نفر اصلی بود. در ۵ اوت ۲۰۱۷، ماراش صدمین بازی خود را در لیگ برای راد مقابل ملادوست لوچانی انجام داد.

### شاوش
در ۳۱ اوت ۲۰۱۷، ماراش رسماً با قراردادی چهار ساله به باشگاه پرتغالی شاوش منتقل شد.

### آلمریا
در ۱۵ اوت ۲۰۱۹، ماراش به شکل قرضی و به مدت یک سال به آلمریا اسپانیا پیوست. در ۲۲ اوت سال بعد، پس از آنکه در ترکیب ثابت تیم قرار گرفت، یک قرارداد دائمی چهار ساله با باشگاه امضا کرد.
در ۳۱ اوت ۲۰۲۱، ماراش برای فصل ۲۲–۲۰۲۱، به صورت قرضی به تیم لالیگایی رایو وایکانو پیوست.

## عملکرد ملی
در ۲۹ سپتامبر ۲۰۱۶، ماراش در پیروزی ۳–۰ صربستان در بازی دوستانه مقابل قطر، ۹۰ دقیقه کامل بازی کرد. همچنین در ۲۹ ژانویه ۲۰۱۷ در تساوی بدون گل مقابل ایالات متحده حاضر شد و کامل بازی کرد.

## آمار عملکرد
تا تاریخ ۲۶ ژوئن ۲۰۱۹
| آمار عملکرد، بازی‌ها و گل‌ها بر اساس باشگاه و فصل | آمار عملکرد، بازی‌ها و گل‌ها بر اساس باشگاه و فصل | آمار عملکرد، بازی‌ها و گل‌ها بر اساس باشگاه و فصل | آمار عملکرد، بازی‌ها و گل‌ها بر اساس باشگاه و فصل | آمار عملکرد، بازی‌ها و گل‌ها بر اساس باشگاه و فصل | آمار عملکرد، بازی‌ها و گل‌ها بر اساس باشگاه و فصل | آمار عملکرد، بازی‌ها و گل‌ها بر اساس باشگاه و فصل | آمار عملکرد، بازی‌ها و گل‌ها بر اساس باشگاه و فصل | آمار عملکرد، بازی‌ها و گل‌ها بر اساس باشگاه و فصل | آمار عملکرد، بازی‌ها و گل‌ها بر اساس باشگاه و فصل | آمار عملکرد، بازی‌ها و گل‌ها بر اساس باشگاه و فصل | آمار عملکرد، بازی‌ها و گل‌ها بر اساس باشگاه و فصل |
| باشگاه                                          | فصل                                             | لیگ                                             | لیگ                                             | جام کشوری                                       | جام کشوری                                       | جام اتحادیه                                     | جام اتحادیه                                     | اروپایی                                         | اروپایی                                         | مجموع                                           | مجموع                                           |
| باشگاه                                          | فصل                                             | بازی(ها)                                        | گل(ها)                                          | بازی(ها)                                        | گل(ها)                                          | بازی(ها)                                        | گل(ها)                                          | بازی(ها)                                        | گل(ها)                                          | بازی(ها)                                        | گل(ها)                                          |
| ----------------------------------------------- | ----------------------------------------------- | ----------------------------------------------- | ----------------------------------------------- | ----------------------------------------------- | ----------------------------------------------- | ----------------------------------------------- | ----------------------------------------------- | ----------------------------------------------- | ----------------------------------------------- | ----------------------------------------------- | ----------------------------------------------- |
| راد                                             | ۱۳–۲۰۱۲                                         | ۱                                               | ۰                                               | ۰                                               | ۰                                               | —                                               | —                                               | —                                               | —                                               | ۱                                               | ۰                                               |
| راد                                             | ۱۴–۲۰۱۳                                         | ۵                                               | ۰                                               | ۰                                               | ۰                                               | —                                               | —                                               | —                                               | —                                               | ۵                                               | ۰                                               |
| راد                                             | ۱۵–۲۰۱۴                                         | ۲۳                                              | ۱                                               | ۳                                               | ۰                                               | —                                               | —                                               | —                                               | —                                               | ۲۶                                              | ۱                                               |
| راد                                             | ۱۶–۲۰۱۵                                         | ۳۴                                              | ۴                                               | ۰                                               | ۰                                               | —                                               | —                                               | —                                               | —                                               | ۳۴                                              | ۴                                               |
| راد                                             | ۱۷–۲۰۱۶                                         | ۳۴                                              | ۲                                               | ۲                                               | ۰                                               | —                                               | —                                               | —                                               | —                                               | ۳۶                                              | ۲                                               |
| راد                                             | ۱۸–۲۰۱۷                                         | ۷                                               | ۰                                               | ۰                                               | ۰                                               | —                                               | —                                               | —                                               | —                                               | ۷                                               | ۰                                               |
| راد                                             | مجموع                                           | ۱۰۴                                             | ۷                                               | ۵                                               | ۰                                               | —                                               | —                                               | —                                               | —                                               | ۱۰۹                                             | ۷                                               |
| شاوش                                            | ۱۸–۲۰۱۷                                         | ۲۹                                              | ۱                                               | ۲                                               | ۰                                               | ۰                                               | ۰                                               | —                                               | —                                               | ۳۱                                              | ۱                                               |
| شاوش                                            | ۱۹–۲۰۱۸                                         | ۲۸                                              | ۴                                               | ۰                                               | ۰                                               | ۳                                               | ۰                                               | —                                               | —                                               | ۳۱                                              | ۴                                               |
| شاوش                                            | مجموع                                           | ۵۷                                              | ۵                                               | ۲                                               | ۰                                               | ۳                                               | ۰                                               | —                                               | —                                               | ۶۲                                              | ۵                                               |
| آلمریا (قرضی)                                   | ۲۰–۲۰۱۹                                         | ۱۵                                              | ۲                                               | ۰                                               | ۰                                               | ۰                                               | ۰                                               | —                                               | —                                               | ۱۵                                              | ۲                                               |
| مجموع عملکرد                                    | مجموع عملکرد                                    | ۱۷۶                                             | ۱۴                                              | ۷                                               | ۰                                               | ۳                                               | ۰                                               | —                                               | —                                               | ۱۸۶                                             | ۱۴                                              |